# Eumichtis chlorograpta
Eumichtis chlorograpta là một loài bướm đêm trong họ Noctuidae.